# Baganzola
Baganzola è una frazione del comune di Parma, appartenente al quartiere Golese.
La località è situata 6,06 km a nord del centro della città.

## Geografia fisica
La frazione sorge in posizione pianeggiante alla quota di 42 m s.l.m., tra le campagne a nord di Parma, oltre l'autostrada del Sole e la ferrovia ad alta velocità Milano-Bologna; la località è collocata sulla riva sinistra del torrente Parma.

## Origini del nome
Il toponimo di Baganzola ha forse origine dal torrente Baganza; infatti, secondo alcune ipotesi su cui non tutti sono concordi, il corso d'acqua in epoca altomedievale scorreva a partire dalla città nell'attuale letto del torrente Parma, che invece a monte di Parma, all'incirca all'altezza di Mamiano, deviava verso est fino a intercettare l'odierno alveo dell'Enza.
Secondo altri, il nome avrebbe invece origine dal canale Baganzola, che, partendo dal torrente Baganza nella zona di San Martino Sinzano, si immette nel cavo Abbeveratoia, a sua volta immissario del torrente Parma a nord della città.

## Storia
Il territorio risultava abitato già nell'età del bronzo, come testimoniato dal rinvenimento, nel XIX secolo, della cosiddetta terramara di Baganzola, situata a sud dell'abitato tra le frazioni di Fognano e Roncopascolo e risalente al periodo compreso tra la fine del XV secolo a.C. e il XII secolo a.C.
Durante l'età del ferro in zona sorse un piccolo villaggio, rinvenuto nel 2002 a nord delle Fiere di Parma, durante i lavori di realizzazione della ferrovia ad alta velocità; nel sito archeologico furono portati alla luce i resti di un gruppo di capanne in legno, di fornaci e di una decina di tombe in dolio del VI secolo a.C., alcune delle quali rovinate in epoca romana.
Non lontano, durante il primo periodo imperiale romano si sviluppò in due fasi successive un piccolo insediamento, abbandonato probabilmente nel II secolo d.C. e riscoperto anch'esso nel 2002 durante gli scavi per l'alta velocità; nel sito furono rinvenuti i resti di un ampio edificio destinato ad abitazione, affiancato da alcune strutture con funzioni produttive, tra cui una fornace, un pozzo e varie fosse con canali, e da sei sepolture.
In epoca altomedievale il borgo di Baganciola fu citato per la prima volta nel 918, in un atto di vendita di alcuni beni. Il villaggio fu nuovamente menzionato il 9 maggio 924, in un rogito.
Baganzola fu in seguito nominata con altre località nel 962 nell'atto, di dubbia autenticità, in cui l'imperatore del Sacro Romano Impero Ottone I di Sassonia riconobbe al vescovo di Parma Oberto l'autorità, oltre che sulla città, anche su 3 miglia di contado intorno a essa; tali diritti furono confermati nel 989 al vescovo Sigefredo II da parte del re d'Italia Ottone III di Sassonia.
Il 12 aprile 1138 Baganzola fu citata nella conferma del possesso di vari beni da parte del papa Innocenzo II al monastero di Sant'Alessandro di Parma.
Nel 1180 una rovinosa alluvione del torrente Parma devastò il villaggio, distruggendo gli edifici e la chiesa e provocando varie vittime; in seguito i baganzolesi sopravvissuti alla tragedia ricostruirono in posizione più sicura il centro abitato intorno alla nuova cappella, proteggendolo con delle arginature.
Nel 1266 il Comune di Parma, constatando la mancanza di difese in alcune località poste nei dintorni della città, tra cui Baganzola, ordinò ai loro abitanti di erigere nelle vicinanze delle rispettive chiese le necessarie strutture fortificate.
Nel 1314 Bonifacio Aldighieri, su approvazione da parte di Giberto III da Correggio, signore di Parma, fece edificare a protezione del villaggio un castello; tuttavia, l'anno seguente Matteo da Correggio, nipote di Giberto, si rifiutò di contribuire ai costi di costruzione e, unendosi a Gianquirico Sanvitale, a Luchino Visconti e a numerosi ghibellini, mosse contro Paolo Aldighieri, nel frattempo insediatosi nel maniero; gli insorti distrussero la fortificazione e depredarono il vicino villaggio, oltre a Vicomero, Castelnovo e San Siro, per poi conquistare la rocca dei Rossi di San Secondo. I guelfi contrattaccarono costringendo alla resa Matteo da Correggio e liberando i prigionieri.
Rientrato in possesso di Baganzola, Paolo Aldighieri vi ricostruì un castello, ma già nel 1325 le truppe di Azzone Visconti, alleate dei Pallavicino, attaccarono il Parmense, saccheggiando numerosi borghi, tra cui Baganzola, ove distrussero nuovamente il maniero.
Verso la fine del XIV secolo, una nuova violenta piena del torrente Parma ne provocò lo spostamento più a est, tagliando in due parti l'abitato di Baganzola; la porzione orientale, raccolta intorno alla cappella di Santa Maria, rimase isolata dal centro principale e fu pertanto ribattezzata dapprima Baganzola citra Parmam e in seguito Baganzolino.
L'11 marzo 1435 il duca di Milano Filippo Maria Visconti investì dei diritti sulla contea di Baganzola Andrea Valeri, già feudatario di Beneceto, il quale avviò i lavori di costruzione del torrione, forse sul luogo dell'antico castello.

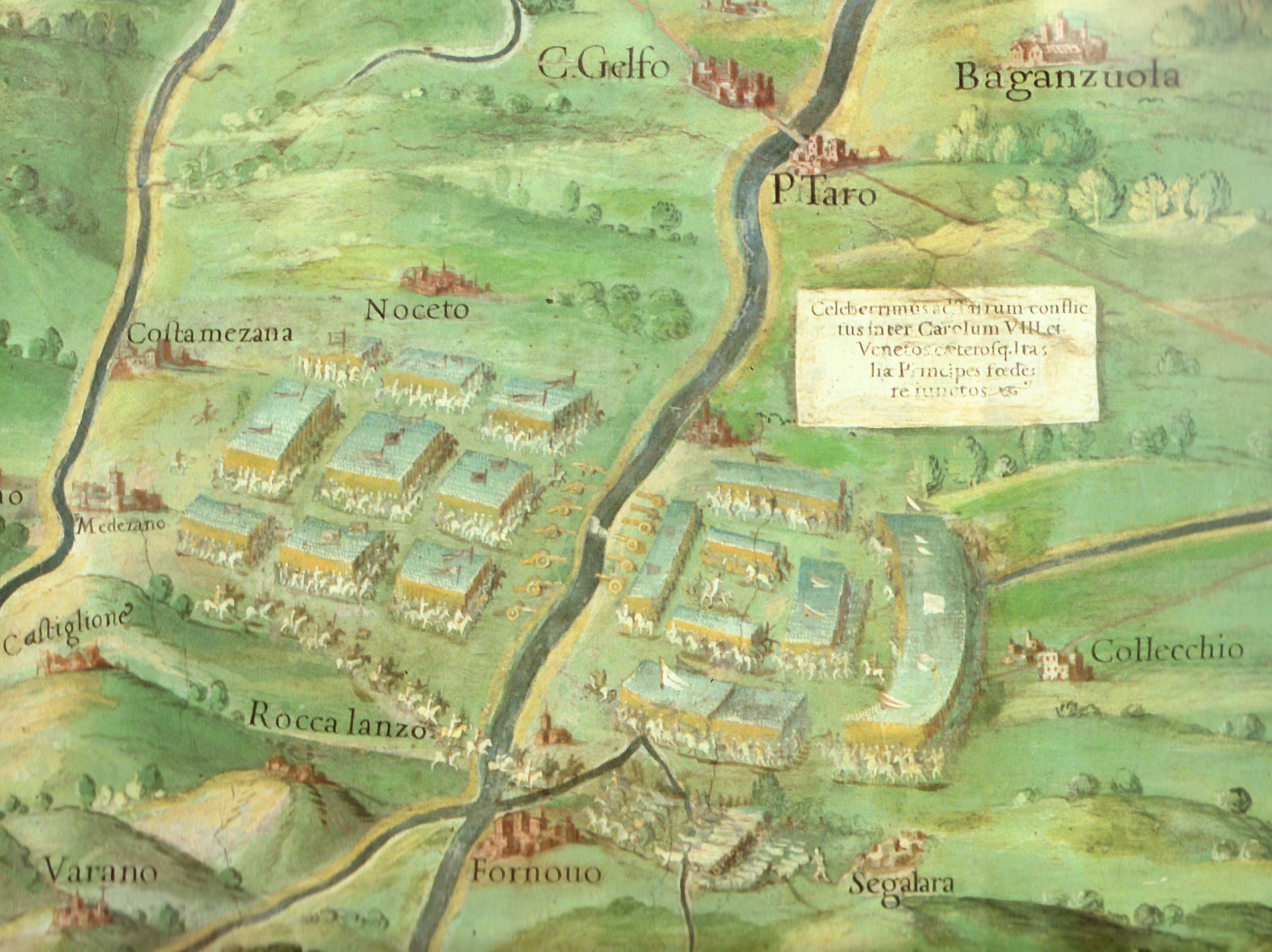
Baganzuola sulla carta della battaglia di Fornovo nella Galleria delle carte geografiche ai Musei Vaticani.

Nei secoli seguenti non si verificarono eventi di particolare rilievo; i conti Valeri mantennero i diritti feudali su Baganzola e Beneceto fino alla loro abolizione sancita da Napoleone nel 1805.
Nel 1806, per effetto del decreto Nardon, Baganzola divenne sede comunale del nuovo comune (o mairie) di Golese, che nel 1943 fu sciolto e assorbito in quello di Parma.
Nel secondo dopoguerra Baganzola perse parte della sua antica vocazione agricola e assunse un rilevante ruolo industriale, con lo sviluppo, nei pressi del paese, della ditta Salvarani, che si affermò a livello europeo nel settore delle cucine componibili; l'azienda inoltre sponsorizzò un gruppo sportivo, comprendente una squadra ciclistica di livello internazionale, una di calcio che sarebbe divenuta il Parma AC, una di pallacanestro, una di pallavolo e una di baseball. Ciò comportò una rapida crescita del centro abitato, favorendo anche lo stanziamento di altre attività produttive, negozi, scuole elementari e medie e varie associazioni.
Tuttavia, nel 1981 la Salvarani, dopo essere entrata in crisi alcuni anni prima, avviò la procedura di liquidazione; l'area industriale occupata dallo stabilimento fu riconvertita in spazi abitativi e attività commerciali, mentre il complesso sviluppato lungo l'autostrada fu in gran parte sostituito dal polo fieristico di Parma.

## Monumenti e luoghi d'interesse

### Chiesa di San Pietro Apostolo

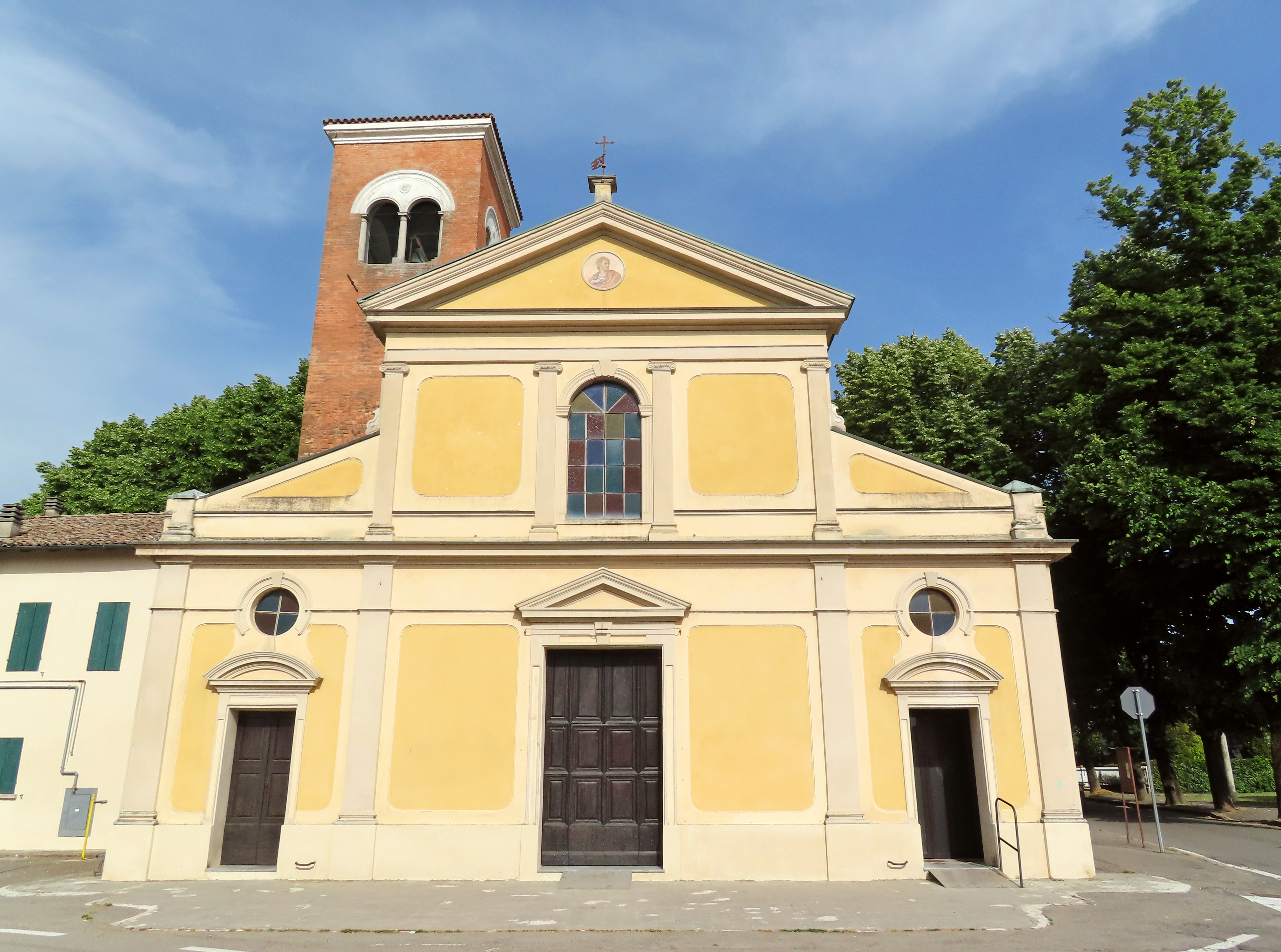
Facciata

Edificata in epoca medievale, la cappella originaria fu distrutta nel 1180 da un'alluvione e fu successivamente ricostruita in stile romanico; modificata e notevolmente ampliata nella prima metà del XV secolo, fu restaurata nel 1881 e ristrutturata nel 1911, con la costruzione dell'abside e delle cappelle e la sopraelevazione del campanile in stile neoromanico; restaurata nuovamente nel 1933, fu interessata da altri lavori tra il 1994 e il 1998. La chiesa neoclassica, sviluppata su un impianto a tre navate, conserva intatta la metà inferiore della torre campanaria duecentesca, rivestita in pietre di fiume e mattoni; all'interno l'abside è ornata con un grande dipinto murario rappresentante Cristo risorto tra i Santi Pietro e Paolo, eseguito tra il 1994 e il 1998.

### Torrione

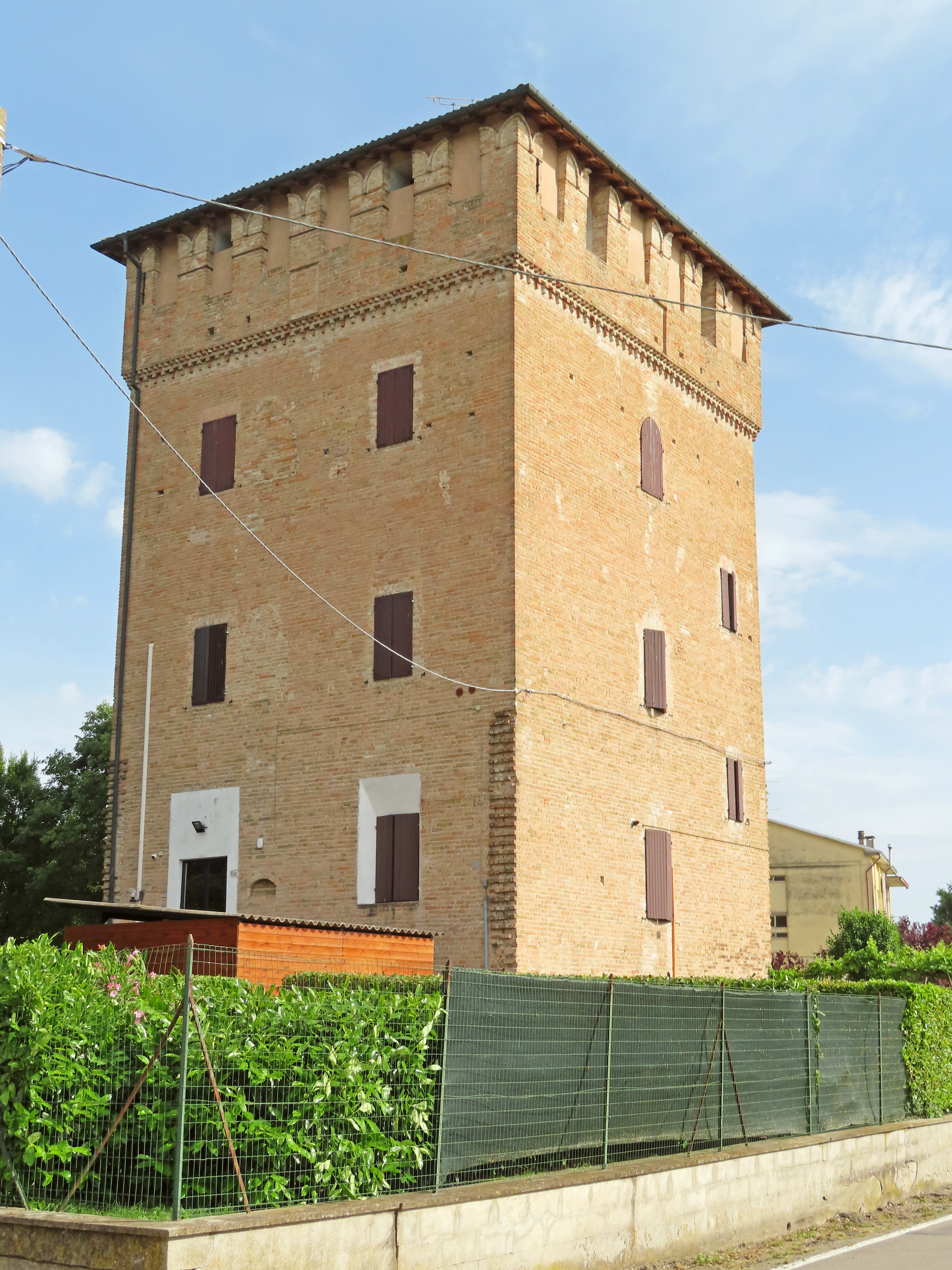
Torrione

Edificato originariamente nel 1314 da Bonifacio Aldighieri, su approvazione di Giberto III da Correggio, il castello di Baganzola fu distrutto l'anno seguente da Matteo da Correggio, ribellatosi allo zio; ricostruito da Paolo Aldighieri, il maniero fu nuovamente devastato nel 1325 dalle truppe di Azzone Visconti, alleato dei Pallavicino; in seguito all'assegnazione nel 1435 del territorio baganzolese ad Andrea Valeri, probabilmente sulle sue rovine fu innalzato l'attuale torrione tardo-medievale, completato nel 1438, che rimase ai conti Valeri fino all'abolizione napoleonica dei diritti feudali del 1805; acquistato da privati, l'edificio fu successivamente modificato e trasformato in abitazione.

### Villa Pezzani
Costruita nel XVIII secolo probabilmente quale residenza per gli addetti alla real riserva di caccia del Cornocchio, la villa fu acquistata nel XIX secolo dai conti Benassi e trasformata in un elegante edificio neoclassico; comprata successivamente dalla famiglia Botti-Caffoni, fu alienata nel XX secolo a Luigi Pezzani. L'edificio, sviluppato su una pianta a U, si eleva su due livelli principali fuori terra, oltre al sottotetto; la simmetrica facciata presenta nel mezzo l'ampio portale d'accesso ad arco a tutto sesto, sormontato da una portafinestra al piano superiore; ai lati del cortiletto d'ingresso principale si allungano due avancorpi, caratterizzati dalle decorazioni in finto bugnato degli spigoli del livello terreno e dalle due finestre frontali del primo piano, inquadrate da cornici modanate e coronate da archi a tutto sesto; all'interno gli ambienti sono coperti da volte a botte o vela; a est un'ampia arcata d'accesso alla corte, decorata con un motivo a finto bugnato, unisce la villa e gli edifici di servizio.

### Villa Bocchi
Costruita nel XVIII secolo probabilmente quale residenza per gli addetti alla real riserva di caccia del Cornocchio, la villa fu acquistata agli inizi del XIX secolo dalla famiglia Bernini; alienata in seguito alla famiglia Varoli, fu poi comprata da Angelo Bocchi, ma successivamente fu abbandonata al degrado. L'edificio, sviluppato su una pianta a C, si eleva su due livelli principali fuori terra scanditi da una fascia marcapiano, oltre al sottotetto; la simmetrica facciata presenta nel mezzo l'ampio portale d'ingresso, affiancato da una coppia di finestre, mentre altre tre aperture sono poste frontalmente in ciascuno dei due avancorpi; all'interno la scala è ornata sulla volta con un affresco settecentesco rappresentante una figura femminile.

### Villa Varoli
Costruita originariamente nel XVIII secolo, la villa passò agli inizi del XIX secolo alla famiglia Cheriè-Lignière; acquistata dalla famiglia Varoli, fu successivamente comprata dalla famiglia Spotti. L'edificio, sviluppato su una pianta rettangolare, si eleva su tre livelli principali fuori terra; la simmetrica facciata è scandita da una serie di lesene.

### Fiere di Parma
Sviluppate in adiacenza all'autostrada del Sole, le Fiere di Parma sorgono su gran parte dell'area dismessa dopo il fallimento dell'azienda Salvarani nel 1981; il complesso, costituito da una serie di padiglioni, occupa complessivamente una superficie coperta di 400 000 m². Del polo fieristico fa parte anche il grande teatro-padiglione Palaverdi (già Palacassa), che, costruito nel 2001 su progetto dell'architetto Carlo Quintelli, si sviluppa su una superficie di 18 000 m², in grado di accogliere fino a 5 000 persone sedute e 12 000 in piedi.